# Kniatowy
Kniatowy – wieś w Polsce, położona w województwie łódzkim, w powiecie wieruszowskim, w gminie Czastary.
Wieś królewska w starostwie wieluńskim w powiecie wieluńskim województwa sieradzkiego w końcu XVI wieku.
W latach 1975–1998 miejscowość administracyjnie należała do województwa kaliskiego.

## Historia
W 1294 roku Dudel ze wsi Kniatowy brał udział w złupieniu dóbr arcybiskupa (gnieźnieńskiego). Był nim wówczas biskup Jakub Świnka. W 1564 roku osada opustoszała. Należała do ziem wsi Czastary w starostwie wieluńskim. Uprawiali ją kmiecie z Łyskorni. W XIX wieku podlegała pod parafię w Czastarach. Podczas II wojny światowej Niemcy zmienili nazwę wsi na Drosselheim.